# Pareang
Pareang is een bestuurslaag in het regentschap Pandeglang van de provincie Banten, Indonesië. Pareang telt 3035 inwoners (volkstelling 2010).